# North American Soccer League (2011)
La North American Soccer League (NASL) fue una liga profesional de fútbol de los Estados Unidos que formó parte del fútbol estadounidense, donde no existen ascensos ni descensos entre las diferentes ligas profesionales, ya que el sistema es franquiciado y se accede a una u otra liga a través de la adquisición de plazas. Se inauguró en abril de 2011. La liga estaba integrada por once equipos. Era una refundación de la histórica liga con el mismo nombre que se celebró entre 1968 y 1984.
La propiedad de la liga se repartía a partes iguales entre los propietarios de los equipos y su organización era supervisada por la Federación de Fútbol de los Estados Unidos. En 2017 la liga quedó invalidada debido a que la liga en si perdiera un pleito legal en la corte federal. El 27 de febrero de 2018 se anunció la cancelación de la temporada 2018

## Formato
Cada equipo disponía de 30 fichas al año para jugadores, de los que 7, como máximo, podían ser extranjeros. No existía límite salarial.
Las dos primeras temporadas se disputó una sola temporada regular, pero desde 2013 la temporada se dividió en dos torneos, el de primavera y el de otoño, de manera similar al sistema de algunas ligas de la Confederación Sudamericana de Fútbol. Los campeones de cada torneo disputaban el Soccer Bowl anual, pero en 2014 se amplió a unos playoffs que, además de los campeones de cada torneo, incluían a los otros dos equipos con mejores balances (victorias-derrotas) de la temporada (la suma de los dos torneos). Entre los 4 se disputaban las semifinales, denominadas The Championship y los ganadores pasaban al Championship Game o Soccer Bowl.

## Historia
La NASL fue fundada en el año 2009, siendo el 23 de noviembre de ese año cuando se decidió ponerle este nombre, con el cual se busca continuar con el legado que dejó la antigua y desaparecida North American Soccer League entre los años 60, 70 y los 80, dónde jugaron equipos como el New York Cosmos, Los Angeles Aztecs, entre otros.
Al principio la liga se conformó por 9 equipos, de los cuales 6 provenían de la USL First Division, con la que rescindieron su contrato para integrase a la nueva liga, la cual les ofrecía una mejora contractual. Como resultado de esto, la USL, propietaria de la USL First División, demandó a los equipos que intentaban cambiar de liga, provocando la intervención de la Federación de Fútbol de los Estados Unidos, que tomó una decisión salomónica y ordenó crear una nueva liga provisional (solo la temporada 2010), denominada USSF Division 2 Professional League que incluyese equipos de las dos ligas (NASL y USL First División), hasta un total de 12 equipos.
De esta forma, a pesar de ser fundada en 2009, la NASL no comenzó hasta el 9 de abril del 2011. En su primera temporada, la de 2011, quedó campeón el NCS Minnesota Stars.  
En su segunda temporada, se retiró el equipo de Montreal Impact, que se incorporó a la Major League Soccer, y se incorporó San Antonio Scorpions FC. Al año siguiente, en la temporada 2013, se incorpora New York Cosmos, y en la temporada 2014, dos equipos más: Ottawa Fury FC e Indy Eleven.
En la temporada 2015 se incorporó otro equipo, Jacksonville Armada, y está previsto que en la temporada 2016 se incorporen tres más: Rayo OKC, Miami FC y Puerto Rico FC.
Para la temporada 2017 se unió el San Francisco Deltas FC.

## Equipos
| North American Soccer League |                           |                             |                    |                    |                                          |
| Equipo                       | Sede                      | Estadio                     | Primera temporada  | Última temporada   | Destino                                  |
| Atlanta Silverbacks          | Georgia, Atlanta          | Atlanta Silverbacks Park    | 2011               | 2015               | Disuelto, Atlanta SC                     |
| California United FC         | Fullerton, California     | Titan Stadium               | No llegó a debutar | No llegó a debutar | Refundado, California United Strikers FC |
| FC Edmonton                  | Edmonton, Alberta         | Clarke Stadium              | 2011               | 2017               | Se unió a la CPL en 2019                 |
| Fort Lauderdale Strikers     | Fort Lauderdale, Florida  | Central Broward Stadium     | 2011               | 2016               | Disuelto                                 |
| Indy Eleven                  | Indianapolis, Indiana     | Carroll Stadium             | 2014               | 2017               | Se unió a la USL                         |
| Jacksonville Armada FC       | Jacksonville, Florida     | Hodges Stadium              | 2015               | 2017               | Se unió a la NPSL                        |
| Miami FC                     | Miami, Florida            | Riccardo Silva Stadium      | 2016               | 2017               | Se unió a la NPSL                        |
| Minnesota United FC          | Blaine, Minnesota         | National Sports Center      | 2011               | 2016               | Se unió a la MLS (Minnesota United)      |
| Montreal Impact              | Montreal, Quebec          | Saputo Stadium              | 2011               | 2011               | Se unió a la MLS (Montreal Impact)       |
| New York Cosmos              | Brooklyn, Nueva York      | MCU Park                    | 2013               | 2017               | Se unió a la NPSL                        |
| North Carolina FC            | Cary, Carolina del Norte  | WakeMed Soccer Park         | 2011               | 2017               | Se unió a la USL                         |
| Oklahoma City FC             | Yukon, Oklahoma           | Miller Stadium              | No llegó a debutar | No llegó a debutar | Abandonó                                 |
| Ottawa Fury FC               | Ottawa, Ontario           | TD Place Stadium            | 2014               | 2016               | Se unió a la USL                         |
| Puerto Rico FC               | Bayamón, Puerto Rico      | Juan Ramón Loubriel Stadium | 2016               | 2017               | Disuelto                                 |
| Puerto Rico Islanders        | Bayamón, Puerto Rico      | Juan Ramón Loubriel Stadium | 2011               | 2012               | Disuelto                                 |
| Rayo OKC                     | Yukon, Oklahoma           | Miller Stadium              | 2016               | 2016               | Disuelto                                 |
| San Antonio Scorpions        | San Antonio, Texas        | Toyota Field                | 2012               | 2015               | Disuelto                                 |
| San Diego 1904 FC            | San Diego, California     | Torero Stadium              | No llegó a debutar | No llegó a debutar | Se unió a la NISA                        |
| San Francisco Deltas         | San Francisco, California | Kezar Stadium               | 2017               | 2017               | Disuelto                                 |
| Tampa Bay Rowdies            | St. Petersburg, Florida   | Al Lang Stadium             | 2011               | 2016               | Se unió a la USL                         |
| Virginia Cavalry FC          | Ashburn, Virginia         | Edelman Financial Field     | No llegó a debutar | No llegó a debutar | Abandonó                                 |

## Palmarés
| Temporada | Campeón (Soccer Bowl) | (Temp. regular)       | Campeón Primavera   | Campeón Otoño         |
| --------- | --------------------- | --------------------- | ------------------- | --------------------- |
| 2011      | NSC Minnesota Stars   | Carolina RailHawks    | -                   | -                     |
| 2012      | Tampa Bay Rowdies     | San Antonio Scorpions | -                   | -                     |
| 2013      | New York Cosmos       | Carolina RailHawks    | Atlanta Silverbacks | New York Cosmos       |
| 2014      | San Antonio Scorpions | Minnesota United FC   | Minnesota United FC | San Antonio Scorpions |
| 2015      | New York Cosmos       | New York Cosmos       | New York Cosmos     | Ottawa Fury FC        |
| 2016      | New York Cosmos       | New York Cosmos       | Indy Eleven         | New York Cosmos       |
| 2017      | San Francisco Deltas  | Miami FC              | Miami FC            | Miami FC              |

## Títulos por equipo
| Equipo                   | Campeón | Subcampeón | Años campeón     | Años subcampeón |
| ------------------------ | ------- | ---------- | ---------------- | --------------- |
| New York Cosmos          | 3       | 1          | 2013, 2015, 2016 | 2017            |
| Minnesota United FC      | 1       | 1          | 2011             | 2012            |
| Tampa Bay Rowdies        | 1       | 0          | 2012             | ----            |
| San Antonio Scorpions    | 1       | 0          | 2014             | ----            |
| San Francisco Deltas     | 1       | 0          | 2017             | ----            |
| Fort Lauderdale Strikers | 0       | 2          | ----             | 2011, 2014      |
| Atlanta Silverbacks      | 0       | 1          | ----             | 2013            |
| Ottawa Fury FC           | 0       | 1          | ----             | 2015            |
| Indy Eleven              | 0       | 1          | ----             | 2016            |

## Máximos goleadores por temporada
| Año  | Jugador           | Equipo                   | Goles |
| ---- | ----------------- | ------------------------ | ----- |
| 2011 | Etienne Barbara   | Carolina RailHawks       | 20    |
| 2012 | Pablo Campos      | San Antonio Scorpions    | 20    |
| 2013 | Brian Shriver     | Carolina RailHawks       | 15    |
| 2014 | Christian Ramírez | Minnesota United FC      | 20    |
| 2015 | Stefano Pinho     | Fort Lauderdale Strikers | 16    |
| 2016 | Christian Ramírez | Minnesota United FC      | 18    |
| 2017 | Stefano Pinho     | Miami FC                 | 17    |